# Coelotes nenilini
Coelotes nenilini là một loài nhện trong họ Amaurobiidae.
Loài này thuộc chi Coelotes. Coelotes nenilini được miêu tả năm 1999 bởi Ovtchinnikov.